# Halmhatten, Filttofflan och den busiga skolflickan
Halmhatten, Filttofflan och den busiga skolflickan (finska: Heinähattu, Vilttitossu ja ärhäkkä koululainen) är en finländsk barnfilm från 2020 regisserad av Lenka Hellstedt. Filmen är baserad på Tiina och Sinikka Nopolas barnbok med samma namn från 2013.
Halmhatten, Filttofflan och den busiga skolflickan hade premiär i Finland 14 februari 2020.

## Handling
Halmhatten har börjat på skolan där hon lär sig nya saker. Det är tråkigt för lillasystern Filttofflan att vara hemma på morgonen utan en lekkamrat, så en dag när Halmhattens klass ska ut på en fisketur bestämmer sig Filttofflan för att gå till skolan utklädd till sin storasyster.

## Rollista
| Matilda Pirttikangas   | – Filttofflan                            |
| Emelia Levy            | – Halmhatten                             |
| Niina Lahtinen         | – Hanna Kattilakoski                     |
| Joonas Nordman         | – Matti Kattilakoski                     |
| Pirjo Heikkilä         | – Helga Alibullen                        |
| Krisse Salminen        | – Halise Alibullen                       |
| Janne Kataja           | – Isonapa                                |
| Lari Halme             | – Rillirousku                            |
| Aksa Korttila          | – Annukka Pylkkänen                      |
| Ona Kamu               | – övertidshandledare och efterskollärare |
| Jukka Rasila           | – rektorn                                |
| Anna-Leena Sipilä      | – falsk lärare                           |
| Christoffer Strandberg | – gotisk lärare                          |
| Jarkko Tamminen        | – Hämiksen (röst)                        |
| Matleena Kuusniemi     | – Lukin (röst)                           |